# Friesland: Sturmmöwen
Sturmmöven ist ein deutscher Fernsehfilm von Alexander Costea aus dem Jahr 2024. Es handelt sich um die 21. Folge der Fernsehreihe Friesland. Die Episode wurde am 21. Dezember 2024 auf dem Sendeplatz „Der ZDF-Samstagskrimi “erstmals im deutschen Fernsehen ausgestrahlt.

## Handlung
Aufgrund eines  gekenterten Segelbootes werden Süher Özlügül und Henk Cassens zum Strand beordert. Dort entdecken sie Fußspuren, die sie zu Tobias Henning führen, der sich von dem sinkenden Boot an Land retten konnte. Als sie Tobias nach Hause begleiten, wartet dort bereits die nächste böse Überraschung: Finn Onneken, Tobias’ Ehemann und Starautor, liegt tot in der Sauna.
Kriminalhauptkommissar Jan Brockhorst trifft die Nachricht vom Tod des gefeierten Autors schwer, ist er doch heimlicher Fan von Onnekens Kriminalromanen und hatte gerade auf eine Lesung in der örtlichen Buchhandlung gewartet. Bestatter Wolfgang Habedank und Süher sind Finn Onneken am Abend zuvor bei den Knüllenkiekern, einem traditionsreichen Verein, noch begegnet.
Schon bald vermuten Süher und Henk, dass es bei einem Streit zwischen dem Vorsitzenden Klaas Eickhoff und Finn Onneken womöglich um mehr ging, als nur um die zukünftige Ausrichtung des Vereins. Für Brockhorst steht fest: Es war Mord. Denn der vermeintliche Tathergang erinnert ihn stark an eine von Onnekens Kriminalgeschichten.
Bei den Knüllenkiekern wollte Onneken seine Ambitionen in der Politik verwirklichen, da sich seiner Meinung nach so mehr umsetzen ließe, als mit dem traditionellen Vorgehen des Vereins.  Dies stieß auf erhebliches Missfallen des langjährigen Vorsitzenden, zumal Onneken ihn im gleichen Zuge absetzen wollte. Mit diesem heftigen Disput machte sich der Vorsitzende Klaas Eickhoff hochgradig verdächtig, außerdem war er zur mutmaßlichen Tatzeit in der Nähe vom Tatort. Hinzu kommt, dass Onneken den Tod Eickhoffs Sohn, der sich im Rahmen eines Motorradrennens ereignete, durch unterlassene Hilfeleistung mitverursachte.
Verdächtig ist auch der Bootsbauer Olaf Wiemers, der für Onneken dessen Yacht "schwarz" restauriert hat, aber immer noch auf seinen Lohn wartet. Der Mann gerät dadurch ins Visier, da Sühers Bruder Yunus, der in der Werft arbeitet, herausfindet, dass die Yacht von Onneken fachmännisch manipuliert wurde. Opfer dieses Anschlags wurde allerdings Onnekens Ehemann, der nach einem Sturm besinnungslos, aber lebendig am Strand gleich zu Anfang des Filmes gefunden wurde.
Ebenfalls verdächtig macht sich die Journalistin Anna Mansholt, die allen Grund hat, sauer auf Onneken zu sein und sich unverblümt an Cassens ranmacht. Sie arbeitete an einer Story über Onneken und wurde von diesem verklagt. Die Journalistin behauptet aber, ihn bereits tot in der Sauna vorgefunden zu haben.
Weiter ist da noch die mysteriöse Maren Rieken, die wie ein düsterer Racheengel immer wieder kurz in der Handlung auftaucht. Letztendlich stellt sich heraus, dass die alkoholkranke Mutter von Rieken alle Romanvorlagen geschrieben hat, die Onneken und sein Mann dann gestohlen und selbst veröffentlicht haben. Maren Rieken konfrontiert Henning damit, worauf dieser sie betäubt und versucht sie gemeinsam mit allen Beweisen zu verbrennen.
Brockhorst, Süher und Henk kommen gerade noch rechtzeitig und können Henning festnehmen. Er hatte auch Onneken getötet, da dieser ihn verlassen wollte, um mit der Frau des Bootsbauern, die von ihm schwanger war, ein anderes Leben anzufangen.

## Rezeption

### Einschaltquote
Die Erstausstrahlung von Friesland: Sturmmöven erreichte am 21. Dezember 2024 6,14 Millionen Zuschauer, was einem Marktanteil von 25,1 Prozent entsprach. Von den 14- bis 49-jährigen Zuschauern schalteten 0,43 Millionen ein, was einem Marktanteil von 9,2 % entsprach.

### Kritik
Susanne Bald beschreibt die Folge auf prisma.de: „"Sturmmöwen" ist, wie man es vom "Friesland"-Krimi kennt, angenehme, unaufgeregte Unterhaltung mit sympathischen Darstellern, nicht mehr, aber eben auch nicht weniger. Man bekommt, was man erwartet, und genau das wollen die Fans.“
Bei film-rezensionen.de wertete Oliver Armknecht: „Ein einigermaßen versiertes Publikum ahnt bei Friesland: Sturmmöwen dabei schnell, wer den Mord begangen hat, wartet nur darauf, dass die Polizei endlich selbst auf die Idee kommt. Schade ist zudem, dass das Motiv des Krimischreibens kaum genutzt wird. Eigentlich bietet sich sowas immer für nette Metakommentare an. Hier reicht es gerade mal dazu, dass der Mord offensichtlich von einem der Romane inspiriert wurde. Dafür schaffte man es dieses Mal wieder besser, die ganzen Figuren unterzukriegen. Die Reihe hat immer ein wenig damit zu kämpfen, dass es gleich sieben Stück gibt, die irgendwie mit dem Fall verbunden werden müssen, da kommt es ähnlich zu Wilsberg mitunter zu ziemlichen Verrenkungen. Friesland: Sturmmöwen gelingt das besser, auch wenn das Ergebnis natürlich schon konstruiert ist.“

## Running Gag
Als Running Gag ist in einer Hafen- oder Wasserszene jeder Folge, meist in einer Dialogpause, dasselbe kurze Delfingeräusch off camera im Hintergrund hörbar. In Sturmmöven erklingt es nach 32:15 Minuten.